# 順天巡撫
順天巡撫 (仮名：じゅんてん じゅんぶ, 拼音：Shùntiān xúnfǔ) は、明前期から清初期にかけて存在した巡撫。明代における正式名称は「巡撫順天等府地方兼整飭薊州等處邊備」。

## 明代
明正統以降は都御史 (都察院の官職名) が巡撫を兼任する傾向が強く、「巡撫都御史」として財務・民政・監察という基本的な職務に加え、軍糧管理を中心とした軍務も担っていた。軍務については巡撫都御史の外にも、提督軍務、参賛軍務、賛理軍務、協賛軍務、鎮守といった各都御史が派遣されてきたが、英宗正統帝がオイラット軍に拘束された土木の変を境に、軍務を主務とする都御史、中でも提督軍務都御史と巡撫との併合が進むようになり、巡撫は強力な軍事的権限を握るようになっていた。
英宗が再び践祚すると (天順帝)、天順初期に巡撫が革去 (廃止) され、後に復活するも軍事権限は取り払われたが、成化以降、巡撫は再び軍事権限を掌握するようになる。成化2年 (1466) には順天に賛理軍務都御史が初めて設置され巡撫を兼任し、順天と永平の二府、後には河間、真定、保定を加えた五府、成化7年 (1471) には更に順徳、広平、大名の三府を加えた八府を管轄した。
成化8年 (1472)、広大な畿輔 (近畿) の土地を分轄するため、居庸関を中心に東西で二分割し、東に新・順天巡撫、西に保定巡撫がそれぞれ設置された。順天巡撫は順天・永平の二府を管轄し、定員一名が遵化県 (現河北省唐山市遵化市) に駐在した。崇禎2年 (1629)、永平巡撫が分設され、山海軍務提督を兼務させたことで、順天巡撫の管轄区域は順天一府のみとなった。

## 清代
清朝の北京入城 (明清交替) 後、順治帝は直隷省に宣大総督と順天・保定・宣府の三巡撫を設置した。清代の順天巡撫は、明代同様に定員一名が遵化に駐在し、管轄区域は明代の永平巡撫を併合して順天・永平の二府とした。
直隷においては直隷山東河南総督と順天・保定の統廃合が行われた。順治8年 (1651)、宣府巡撫が宣大総督に統合されて廃止された。同13年 (1656)、宣大総督が順天巡撫に統合されて廃止された。同18年 (1661) 旧暦10月には、直隷省に直隷総督が設置され、保定巡撫に統合される形で順天巡撫は廃止された。
|   | 任職者 | 着任年          | 解任年          |
| - | ------ | --------------- | --------------- |
| 1 | 宋權   | 順治1年 (1644)  | 順治3年 (1646)  |
| 2 | 柳寅東 | 順治3年 (1646)  | 順治4年 (1647)  |
| 3 | 耿焞   | 順治4年 (1647)  | 順治5年 (1648)  |
| 4 | 楊興國 | 順治5年 (1648)  | 順治9年 (1652)  |
| 5 | 王來用 | 順治9年 (1652)  | 順治10年 (1653) |
| 6 | 祖重光 | 順治15年 (1658) | 順治18年 (1661) |
| 7 | 韓世琦 | 順治18年 (1661) | 順治18年 (1661) |

## 脚註

### 註釈
1. ↑  参考：「賛理」は賛助処理で、「賛」も「助」もともに「たすける」の意。
2. ↑  参考：『世祖章皇帝實錄』巻64 (順治9年4月6日段5347) には「宣府巡撫宜裁以總督兼理」とある[3]。
3. ↑  参考：『世祖章皇帝實錄』巻119 (順治15年7月4日段7157) には「己亥裁宣大總督」とあるが、巻101 (順治13年閏5月30日段6542) に「丁丑宣大總督張懸錫陛辭」とあり、これ以降同職位は空きのままになっていた。

### 典拠
1. 1 2 3  “職官二 (都察院 附總督 巡撫)”. 明史. 73
2. 1 2  おわりに. “明代巡撫制度の變遷”. 東洋史研究:  77-78.
3. ↑  “順治9年4月6日段5347”. 世祖章皇帝實錄. 64
4. ↑  “職官三 (總督)”. 清史稿. 116
5. ↑  “順治18年10月15日段8225”. 聖祖仁皇帝實錄. 5
6. ↑  “順治3年1月20日段3805”. 世祖章皇帝實錄. 23. -. "擢順天巡撫・宋權、爲內翰林國史院大學士。"
7. ↑  “順治3年2月11日段3824”. 世祖章皇帝實錄. 24. -. "陞太僕寺少卿・柳寅東、爲都察院右僉都御史、巡撫順天贊理軍務。"
8. ↑  “順治4年3月13日段4099”. 世祖章皇帝實錄. 31. -. "甲寅。初、兵部侍郎・李元鼎、薦其門下人・倪先任、於順天巡撫・柳寅東。寅東收用、給以牌劄。尋、馬賊・劉傑等被獲、稱先任亦其同黨。事聞、下刑部議、擬元鼎棄市、寅東革職杖責。得旨「免元鼎死、及寅東杖責、俱革職。」"
9. ↑  “順治4年3月18日段4103”. 世祖章皇帝實錄. 31. -. "以……江西巡撫・耿焞、爲都察院右僉都御史、巡撫順天等處。"
10. ↑  “順治5年3月26日段4381”. 世祖章皇帝實錄. 37. -. "陞順天巡撫・耿焞、爲兵部右侍郎、兼都察院右僉都御史、總督宣大山西、兼理糧餉。"
11. ↑  “順治5年4月2日段4387”. 世祖章皇帝實錄. 38. -. "丁卯。陞光祿寺卿・楊興國、爲都察院右副都御史、巡撫順天、贊理軍務。"
12. ↑  “順治9年9月3日段5455”. 世祖章皇帝實錄. 68. -. "順天巡撫兵部右侍郎・楊興國、引疾請假。允之。"
13. ↑  “順治9年9月15日段5464”. 世祖章皇帝實錄. 68. -. "以……原任總督陝西糧餉戶部右侍郎・王來用、爲兵部右侍郎、兼都察院右副都御史、巡撫順天等處地方、贊理軍務。"
14. ↑  “順治11年8月21日段6009”. 世祖章皇帝實錄. 85. -. "戊寅。降順天巡撫・王來用一級、調用。以其咨奏稽遲也。"
15. ↑  “順治15年10月19日段7242”. 世祖章皇帝實錄. 121. -. "陞山西右布政使・祖重光、爲都察院右副都御史、巡撫順天、提督軍務。"
16. ↑  “順治18年6月3日段8110”. 聖祖仁皇帝實錄. 3. -. "以宗人府啓心郎・韓世琦、爲順天巡撫。"
17. ↑  “順治18年10月15日段8225”. 聖祖仁皇帝實錄. 5. -. "吏部題「直隸已設總督。其順天・保定、兩巡撫、應裁去一員。」得旨「順天巡撫、著裁去。韓世琦、調江寧巡撫。其順天等處地方、著保定巡撫・王登聯兼管。」"

## 典拠

### 史書
- 巴泰, 他『世祖章皇帝實錄』康熙11年 (1672) 上梓, 1937年刊行 (漢) ＊中央研究院歴史語言研究所版
- 富察･馬斉, 張廷玉, 蒋廷錫, 他『聖祖仁皇帝實錄』雍正9年 (1731) 上梓, 1937年刊行 (漢) ＊中央研究院歴史語言研究所版
- 張廷玉, 他『明史』乾隆4年 (1739) (漢) ＊維基文庫(Wikisource)
- 趙爾巽, 他100余名『清史稿』清史館, 民国17年(1928) (漢) ＊中華書局版

### 論文
- 奥山憲夫「明代巡撫制度の變遷」『東洋史研究』第45巻第2号、東洋史研究會、1986年9月、241-266頁、CRID 1390290699810890880、doi:10.14989/154151、hdl:2433/154151、ISSN 0386-9059。

### Web
- 「明實錄、朝鮮王朝実録、清實錄資料庫」中央研究院歴史語言研究所 (台湾)
- 「清代職官資料庫」中央研究院歷史語言研究所 (台湾)
- 「人名權威 人物傳記資料庫」中央研究院歴史語言研究所 (台湾)